# IC 2876
IC 2876 је спирална галаксија у сазвјежђу Лав која се налази на листи објеката дубоког неба у Индекс каталогу.
Деклинација објекта је + 9° 0' 58" а ректасцензија 11h 29m 33,5s. Привидна величина (магнитуда) објекта IC 2876 износи 15,0 а фотографска магнитуда 15,8.